# Dupleix (Schiff, 1862)
Die Dupleix war eine Dampf- und Segelkorvette der französischen Marine und das erste französische Schiff, das nach dem Gouverneur von Pondichéry, und Generalgouverneur der französischen Besitzungen in Indien, dem Marquis Joseph François Dupleix, benannt wurde. Nach ihrer Indienststellung wurde die Dupleix in das chinesische Meer unter Vizeadmiral Jaurès entsandt. Sie erreichte Saigon am 25. August 1862 und machte Zwischenstopps auf den Ryūkyū-Inseln und im Hafen von Hakodate auf der Insel Hokkaidō, bevor sie schließlich in Yokohama ankam.

## Bombardement von Shimonoseki
Während des Bombardements von Shimonoseki am 5. September 1864 war die Dupleix das zweite Schiff in der Linie der Korvetten, zwischen der britischen HMS Tartar und der niederländischen Metallkruz. Sie feuerte 411 Schüsse ab und erhielt selbst 22 Treffer (sieben im Rumpf, vier unter der Wasserlinie und elf in den Segeln). Dabei fielen zwei Besatzungsmitglieder und acht weitere wurden verwundet. Am 28. Dezember 1864 segelte die Dupleix zurück nach Frankreich, wo sie am 25. Juni 1865 außer Dienst gestellt wurde. 1867 wurde sie in Cherbourg erneut in Dienst gestellt und zum Fernostgeschwader unter Konteradmiral Ohier abkommandiert. Sie kam in Yokohama im Februar 1868 an und wurde sofort in die Ereignisse der japanischen Revolution verwickelt.

## Sakai-Zwischenfall

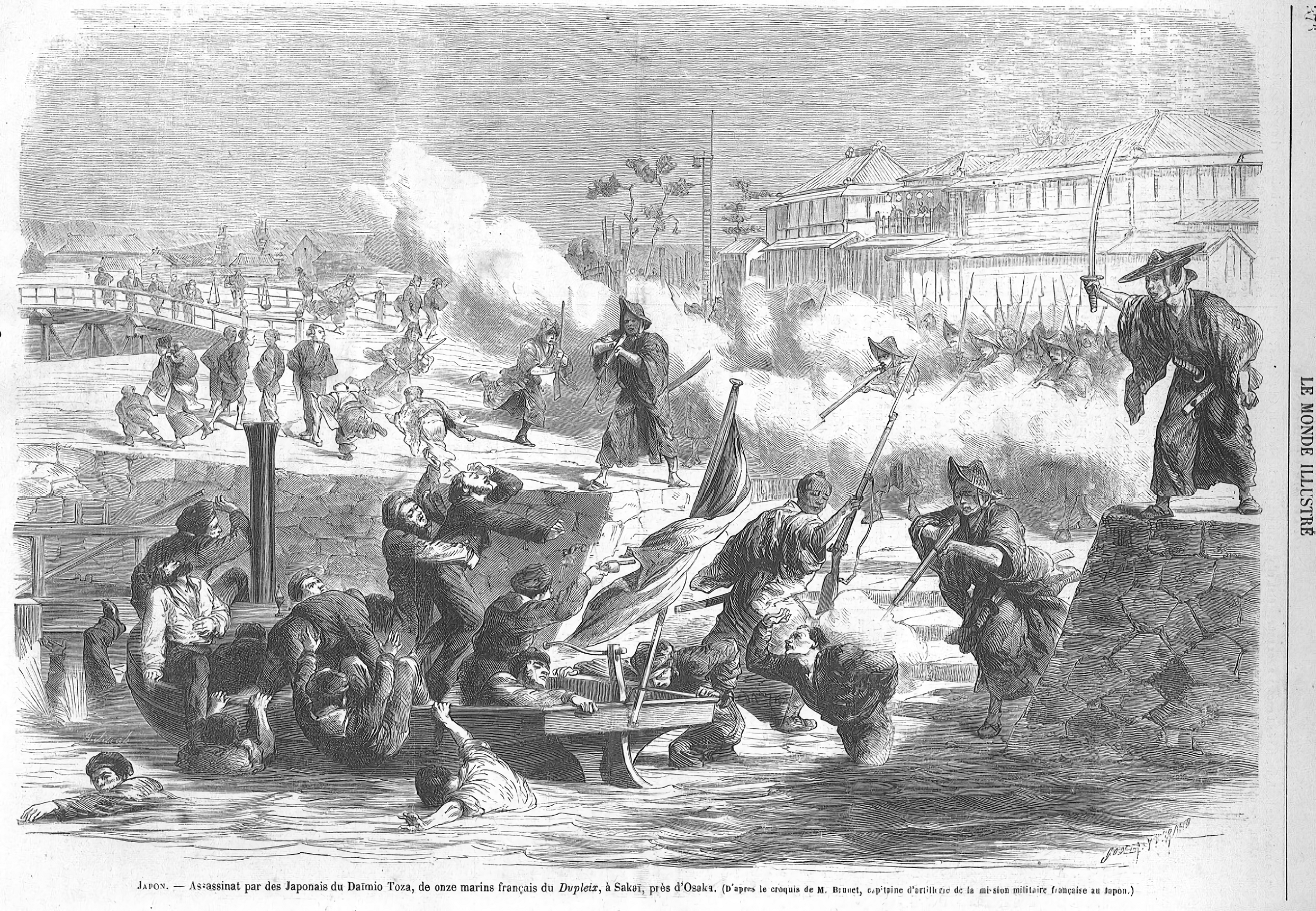
Sakai-Zwischenfall, Japan (堺事件). Le Monde Illustré, 1868

Am 8. März 1868 wurde ein Skiff, das nach Sakai geschickt worden war, durch Samurai des Daimyo von Tosa angegriffen, dabei wurden elf Seeleute sowie der Seekadett Guillou getötet. Kapitän Dupetit-Thouars protestierte so energisch, dass die Samurai verhaftet und 20 von ihnen zu rituellem Selbstmord (Seppuku) aufgefordert wurden. Jedoch waren die Franzosen von der Grausamkeit des Rituals so schockiert, dass, nachdem elf Sepukku stattgefunden hatten, der französische Kapitän Gnade für die restlichen Verurteilten erbat. Dies versöhnte beide Parteien miteinander und ist als der Sakai-Zwischenfall oder Sakai Jiken (堺事件) bekannt.
Am 16. April 1868 war die Dupleix das erste westliche Schiff, das vor Fort Tempozan dem Tenno salutierte. Im Oktober desselben Jahrs wurde die Korvette nach Edo geschickt. Sie stand der britischen Sloop Rattler bei, die in der in der La-Pérouse-Straße gelegenen Romanzoff-Bucht Schiffbruch erlitten hatte. In Edo durch den Kreuzer Coëtlogon abgelöst, wurde die Dupleix im Nordhafen von Hakodate zur Wahrung der französischen Interessen während der Seeschlacht von Hakodate stationiert. Sie evakuierte nach dem Fall der Republik Ezo Hauptmann Jules Brunet und seine Begleiter nach Yokohama. Während des Deutsch-Französischen Krieges blockierte die Dupleix von Juli 1870 bis Februar 1871 die im Hafen von Nagasaki liegende deutsche Korvette Hertha. Im März segelte das Schiff zurück zur Außerdienststellung nach Cherbourg. Von 1876 bis 1886, erneut im Dienst, überwachte die Dupleix jedes Jahr von März bis Oktober die Fischerei in den Gewässern vor Island. Im Jahr 1887 wurde sie schließlich abgewrackt.